# Ruhrfestspiele

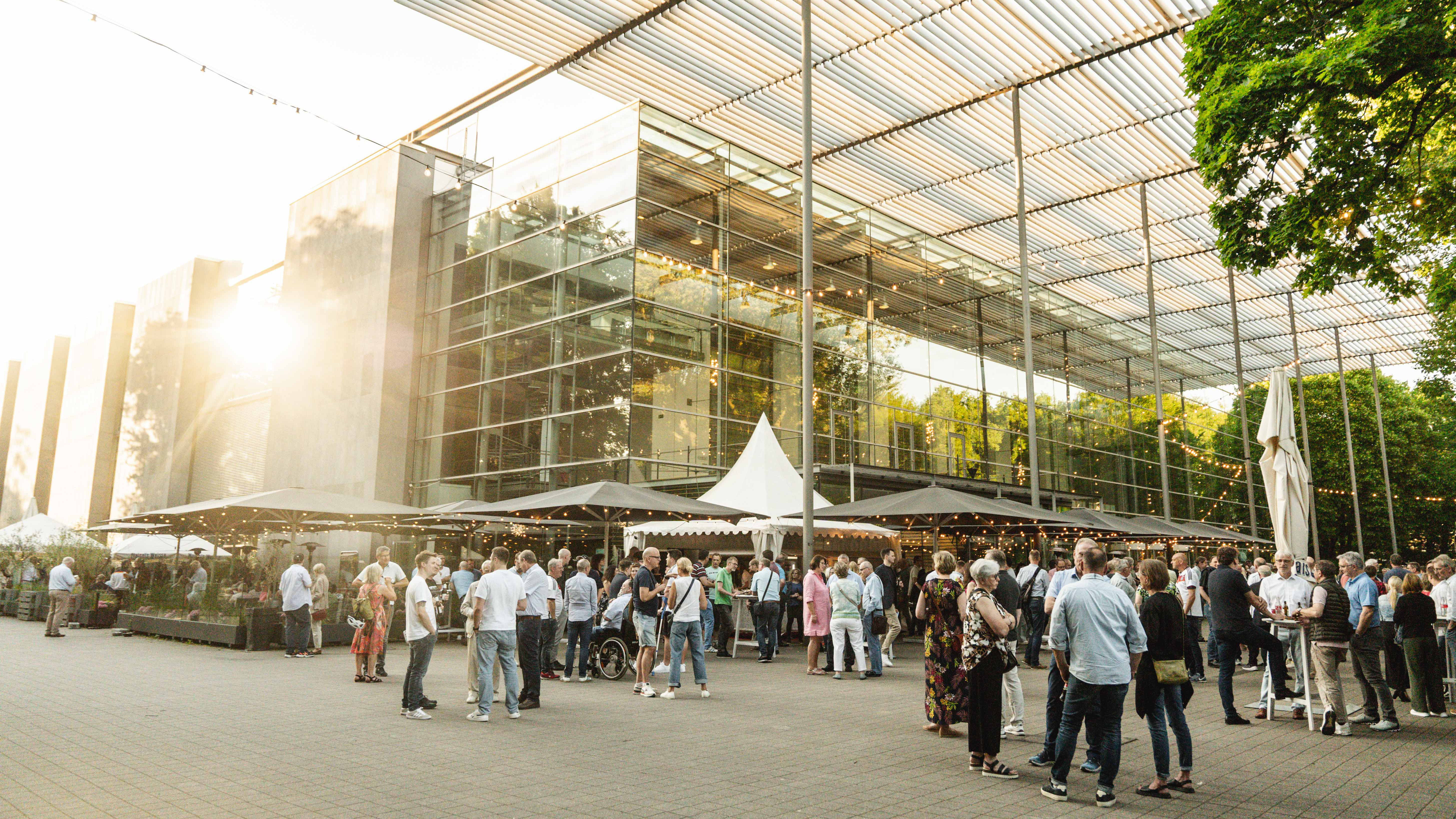
Ruhrfestspielhaus

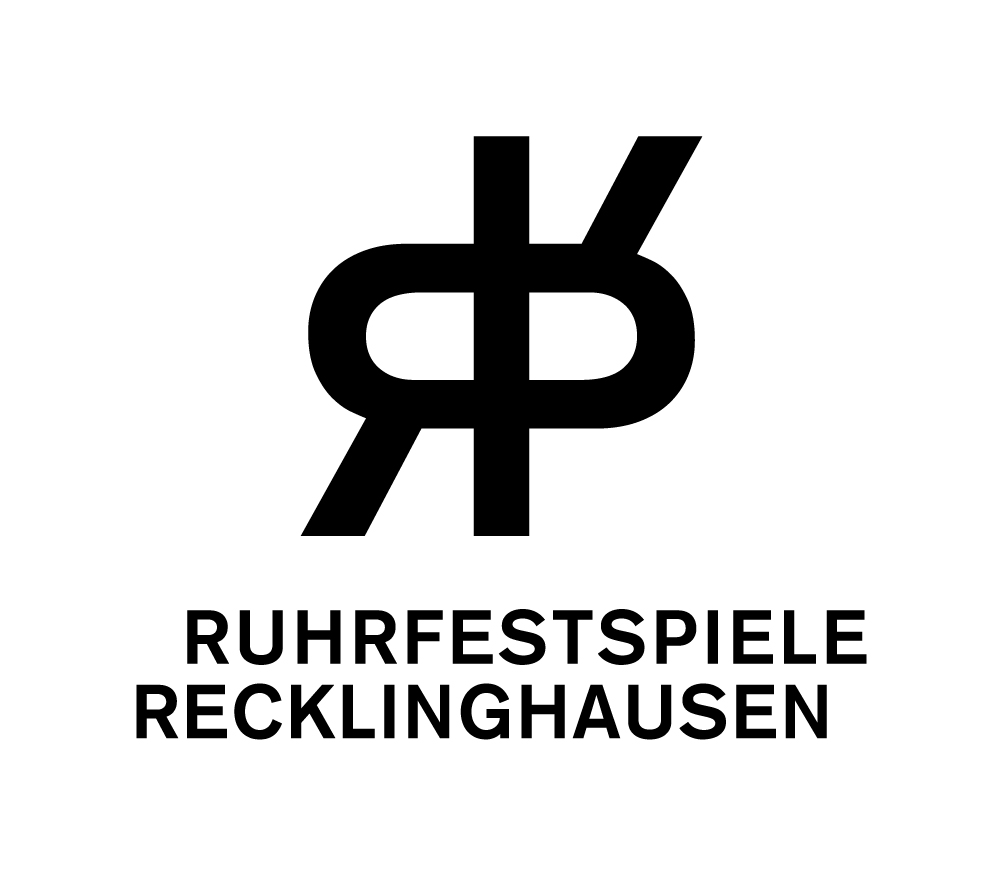
Logo des Festivals

Die Ruhrfestspiele (Ruhrfestspiele Recklinghausen) sind eines der größten und renommiertesten Theaterfestivals Europas. Das Festival ist seit 1947 ein kulturelles Ereignis des Ruhrgebietes. Seit 1965 findet es im eigens dafür erbauten Ruhrfestspielhaus auf dem „grünen Hügel“ in Recklinghausen statt.

## Konzept
Die Ruhrfestspiele werden jährlich von der Ruhrfestspiele Recklinghausen GmbH veranstaltet. Die Gesellschaft wird zu je 50 % von der Stadt Recklinghausen und dem Deutschen Gewerkschaftsbund getragen, die jährlich jeweils etwa 1,1 Millionen € beitragen. Die Ruhrfestspiele verfügen über kein festes Ensemble. Inszenierungen der Festspiele sind Koproduktionen mit bekannten europäischen Künstlern und Vorführungen von Gastgruppen. Erklärtes Ziel ist es, dadurch eine Zusammenführung verschiedener Kunstformen, Sprachen und Kulturen zu erreichen. Hauptspielort ist das Ruhrfestspielhaus.

## Geschichte

### Entstehung

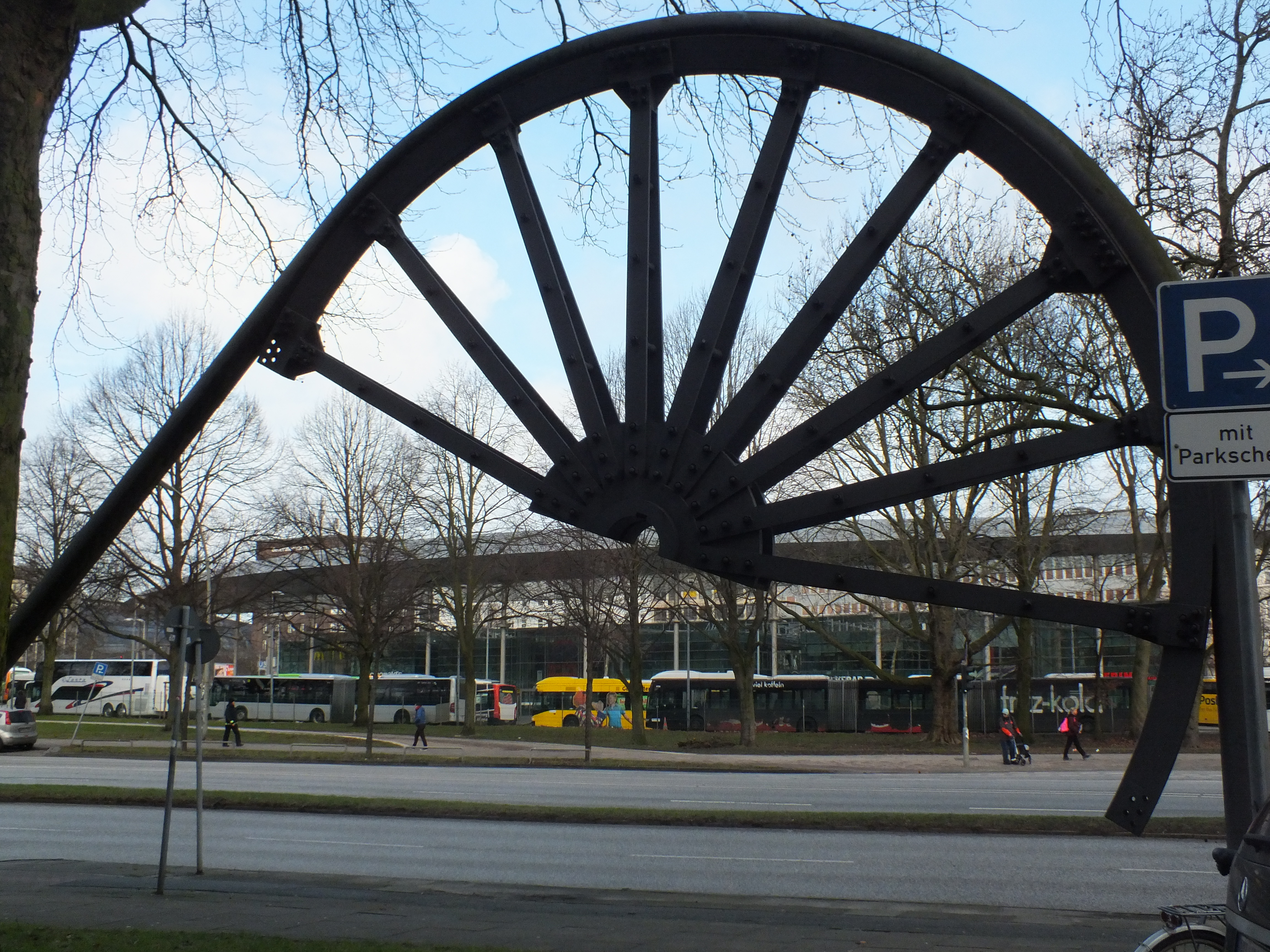
Seilscheibe vor dem Gewerkschaftshaus in Hamburg

Eröffungsplakat zu den Ruhrfestspielen 1947

Während des kalten Winters 1946/47 standen die Hamburger Theater vor der Schließung, weil ihnen Kohlen für die Beheizung und den Betrieb der Bühnentechnik fehlte. Der Verwaltungsdirektor des Deutschen Schauspielhauses, Otto Burrmeister, der Betriebsratsvorsitzende der Hamburgischen Staatsoper, Karl Rosengart, und weitere Beteiligte fuhren daraufhin in zwei holzgasbetriebenen LKW ins Ruhrgebiet, um auf den Kohlezechen um Hilfe zu bitten. Von der Autobahn A2 sahen sie die Schlote der Kraftwerksanlagen der Zeche König Ludwig 4/5 in Recklinghausen-Suderwich und schilderten den dort Beschäftigten ihre Situation. Unter Umgehung der Kontrolle durch die Besatzungsmacht halfen die Bergarbeiter den Theaterleuten und luden die LKW mit Kohle voll. Diese illegale Aktion wurde mehrfach wiederholt, bis die beladenen LKW von der Militärpolizei entdeckt wurden.
Zum Dank für die Kohlehilfen gastierten im Sommer 1947 150 Schauspieler der drei Hamburger Staatsbühnen unter dem Motto „Kunst für Kohle“ im Städtischen Saalbau Recklinghausen. Der Spielort wie auch die Unterbringung und Verpflegung wurde durch Oberbürgermeister Wilhelm Bitter und die Stadt organisiert, als die Zeche wegen der Anforderungen das Projekt hatte ablehnen müssen. Zur Eröffnung spielte die Hamburgische Staatsoper mit dem Philharmonischen Orchester am Abend des 28. Juni die Mozart-Oper Figaros Hochzeit. Unter der Regie von Kurt Puhlmann und dem Dirigat von Wilhelm Brückner-Rüggeberg agierten in der Oper unter anderem Alfred Pfeifle und Gustav Neidlinger. Am nächsten Vormittag führte das Thalia Theater, welches damals unter der Intendanz von Willy Maertens stand, das Lustspiel Das verschlossene Haus von Michael Harward unter der Regie von Heinz Sailer auf. Gemeinsam mit dem Philharmonischen Orchester spielte die Staatsoper am Abend Don Pasquale von Gaetano Donizetti. Die Stücke wurden an den folgenden zwei Tagen wiederholt. Am 1. Juli schloss das Deutsche Schauspielhaus unter der Regie von Willy Meyer-Fürst einen „Russischen Komödienabend“ mit den Eintaktern Er ist an allem schuld von Leo Tolstoi und Der Heiratsantrag sowie Der Bär von Anton Tschechow an, der am folgenden Nachmittag wiederholt wurde. Mit der erneuten Aufführung Figaros Hochzeit beendete die Staatsoper am Abend des 2. Juli ihr Programm. Die Eintrittskarten kosteten zwischen 4 und 5 Reichsmark, die Erlöse gingen an die Unterstützungskasse für Berginvaliden der Zeche König Ludwig.
Der Hamburger Bürgermeister Max Brauer hielt zu den ersten Festspielen eine Rede von der Förderbrücke zu der Belegschaft der Zeche: „Ich kann mir eine andere und neue Art der Festspiele vorstellen. Festspiele nicht nur für Literaten und Auserwählte, sondern Festspiele inmitten der Stätten harter Arbeit. Ja, Festspiele im Kohlenpott vor den Kumpels. Ja, Festspiele statt in Salzburg in Recklinghausen.“
Zur Erinnerung an diese Aktion wurde in Hamburg eine Hälfte einer Seilscheibe aus dem Bergbau vor dem Gewerkschaftshaus aufgestellt.
Eine Wand am Eingang des Festspielhauses trägt folgende Inschrift:
VOR DEN RUINEN DES VATERLANDES

VEREINTEN SICH IM JAHRE 1946

BERGLEUTE UND KÜNSTLER

ZU GEGENSEITIGER HILFE

AUS DEM TAUSCHE

KOHLE GEGEN KUNST

KUNST GEGEN KOHLE

WUCHS FREUNDSCHAFT

ERSTANDEN DIE RUHRFESTSPIELE

DIESES HAUS IST EIN WERK DER DEMOKRATIE

ES SOLL NACH DEM WORT

VON THEODOR HEUSS SEIN:

EINE HEIMAT DER MUSEN

EINE HERBERGE MENSCHLICHER BEGEGNUNGEN

UND EINE BURG FREIHEITLICHEN SEINS

### Erste Jahre

Ruhrfestspiele: Altes Logo

Die Stadt Recklinghausen und der Deutsche Gewerkschaftsbund gründeten die Gesellschaft zur Durchführung der Ruhrfestspiele und riefen die Ruhrfestspiele als jährliches Ereignis ins Leben. Die künstlerische Leitung hatte Karl Pempelfort 1947 bis 1951 inne. Ihm folgte 1952 bis 1965 Otto Burrmeister. Das Programm war in den ersten Jahren von klassischem Theaterrepertoire wie Goethe, Schiller und Shakespeare und populären Opern wie Mozart, Wagner und Verdi geprägt. Die Opernaufführungen stellte man jedoch nach 1953 ein. Mit Wir sind noch einmal davongekommen von Thornton Wilder wurde 1952 zum ersten Mal Gegenwartstheater auf den Spielplan gesetzt, mit dem Gastspiel Herr Puntila und sein Knecht Matti der Städtischen Bühnen Frankfurt 1955 erstmals ein Stück von Bertolt Brecht. In den folgenden Jahren wurde das Ereignis ständig erweitert, die Festspielzeit verlängert und um Konzerte, politische Veranstaltungen und Kunstausstellungen bereichert. Die jährlichen Kunstausstellungen wurden von Thomas Grochowiak konzipiert und geleitet.
Ebenso wichtig wie die Aufführungen im Saalbau waren die Kontakte zwischen den Theaterleuten und den Arbeitern. Besondere Bedeutung maß man in diesem Zusammenhang den „Invalidenkonzerten“ in der Lohnhalle der Zeche König Ludwig 1/2 bei, die zudem von Grubenfahrten der Schauspieler und Gespräche mit den Arbeitern begleitet wurden. Damit die Arbeiter auch tatsächlich einen Großteil des Publikums stellten, wurden die Preise niedrig gehalten, wobei zwei Drittel des Kartenangebots über die Gewerkschaften vertrieben wurden. Das Land Nordrhein-Westfalen leistete ab 1949 finanzielle Unterstützung.

### Umzug ins Ruhrfestspielhaus
Der Spielort Saalbau wurde zu eng und den technischen Ansprüchen nicht mehr gerecht. Max Brauer forderte daher 1950 den Neubau eines Theaters in Recklinghausen. Der Stadtrat beschloss 1953 den Bau des Ruhrfestspielhauses auf dem Hügel des Stadtgartens. Mit finanzieller Hilfe des 1959 vom regelmäßigen Festspielbesucher Theodor Heuss gegründeten Vereins „Freunde der Ruhrfestspiele“ konnte der Grundstein des Festspielhauses am 3. Juni 1961 gelegt werden. 1965 fanden die Aufführungen erstmals im Ruhrfestspielhaus statt.
Nach zunehmender Kritik wurde das Programm in den 1960er und 70er Jahren politischer. Von 1966 bis 1976 leitete der Schriftsteller, Regisseur und DGB-Funktionär Karl Heinz Hagin die Ruhrfestspiele Recklinghausen. Ein 1976 gegründeter Beirat aus Betriebsräten und Gewerkschaftsvertretern gestaltete das Programm mit. Unabhängige Theatergruppen wie das GRIPS-Theater oder die Theatermanufaktur gastierten häufiger, vermehrt wurden Brecht-Stücke auf die Spielpläne gesetzt. Das Rahmenprogramm ergänzte man ferner um das junge forum, die Kulturtage und das Kulturvolksfest am 1. Mai.

### Ensemble der Ruhrfestspiele
Seit 1977 zeigte das Ruhrspielmobil eigene Produktionen auf Gewerkschaftsveranstaltungen in der Region. 1981 wurde das Ensemble der Ruhrfestspiele gegründet, nachdem das Land Nordrhein-Westfalen mit dem Aktionsprogramm Ruhr Finanzmittel bereitgestellt hatte. Das Ensemble warb mit jährlich etwa 100 Aufführungen von eigenen Produktionen (Wer bezahlt die Zeche?, Der Weltuntergang, Rockefeller I) bundesweit für die Ruhrfestspiele. Nach einer Neuformation 1983 wurde ihm mit dem Theater im Depot im alten Recklinghäuser Straßenbahndepot ein fortwährender Spielort zugeteilt. Ab 1984 übernahm die Formation auch je eine große Inszenierung im Rahmen der Festspiele.

### Reform der Festspiele

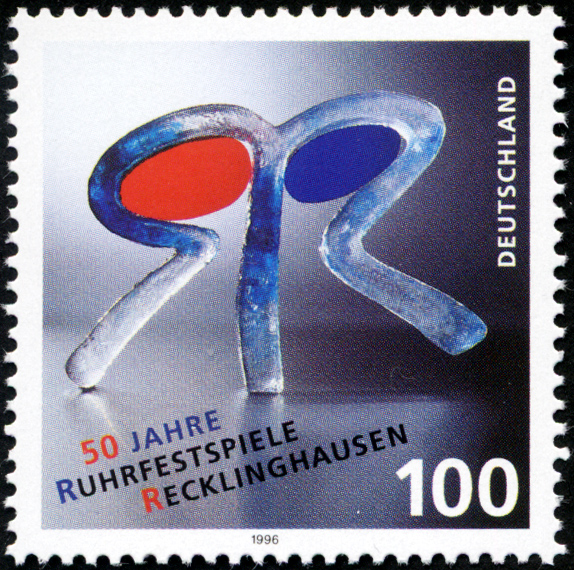
50 Jahre Ruhrfestspiele: Briefmarke der Deutschen Post 1996

Die Ruhrfestspiele wurden 1990/91 zum Europäischen Theater reformiert. Der neue Festspielleiter Hansgünther Heyme legte besonderen Wert auf die Zusammenarbeit mit ausländischen Theatern. Auf diese Weise sollte die „Kultur als das gemeinsame Erbe der Nationen zwischen Atlantik und Ural kann als die Basis Europas angesehen“ sowie „wachsende[m] Nationalismus und Fremdenfeindlichkeit“ entgegengewirkt werden. Heyme stellte die Festspiele jeweils unter ein bestimmtes Motto (1991: Reichs-Gründungen, 1993: Aufbrüche – 25 Jahre nach ’68, 1996: 50 Jahre Ruhrfestspiele – Kunst ist der Motor jeder Kultur, 1998: Zukunft ohne Vergangenheit, 2001: Mut, sag ich, Mut, 2002: SehnSüchte).
Während der Renovierung des Ruhrfestspielhauses 1997 bis 1999 fanden die Aufführungen unter anderem in der Vestlandhalle, im Theater Marl, im Eisenlager der Zeche Auguste Victoria in Marl und im Theaterzelt der Ruhrfestspiele statt.

### Zuschauerrückgang
Nachdem der Vertrag von Hansgünther Heyme nicht verlängert worden war, übernahm Frank Castorf im August 2003 die Leitung für die Festspiele 2004. Die Intendanz wurde Gerard Mortier übertragen, der gleichzeitig Intendant der RuhrTriennale war, mit der die Ruhrfestspiele fusioniert werden sollten. Unter anderem wurde Christoph Schlingensief engagiert, der zehn Autos mit Lautsprechern ausstattete, die jeweils einzelne Instrumente von Wagner-Opern spielten und sie als Wagner-Rallye quer durchs Ruhrgebiet fahren ließ. Castorfs experimentelles, postdramatisches Theater schreckte das Publikum ab. Es wurden etwa 22.000 Karten verkauft, lediglich die Hälfte der Vorjahre. Die rückläufigen Besucherzahlen in Kombination mit teuren Produktionen führten die Ruhrfestspiele Recklinghausen GmbH mit einem Verlust von etwa 80.000 € in die Zahlungsunfähigkeit. Nach der Bekanntgabe von Frank Castorfs vorzeitiger Entlassung im September 2004 trat Gerard Mortier als Intendant der Ruhrfestspiele und der RuhrTriennale zurück.

### Neue Besucherrekorde nach Intendanzwechsel
Neuer Festspielleiter wurde der Intendant des Théâtre National du Luxembourg, Frank Hoffmann. Er versuchte bei den Ruhrfestspielen 2005 innerhalb des knappen Budgets mit einer Mischung aus etablierteren Stücken mit bekannten Namen und weniger experimentellen Aufführungen ein größeres Publikum anzusprechen. Hoffmann stellte Gotthold Ephraim Lessing in den Mittelpunkt und setzte Minna von Barnhelm, Emilia Galotti und Nathan der Weise auf den Spielplan. Gleichzeitig wurde mit dem FRiNGE-Festival ein Kleinkunst-, Zirkus- und Musikprogramm vor allem für jüngere Menschen etabliert. Bereits im Vorverkauf wurden mehr Karten abgesetzt als in der gesamten Spielzeit des Vorjahres.
Der erfolgreiche Trend setzte sich auch im Jahr 2006 mit Vorverkaufszahlen fort, wie sie zuletzt 1962 erreicht wurden. In diesem Jahr setzte Hoffmann Stücke von William Shakespeare in den Mittelpunkt der Festspiele. Besondere Aufmerksamkeit erhielt die Aufführung des Dramas Richard II. in einer Inszenierung des Old Vic Theatre mit Kevin Spacey und Greg Wise in den Hauptrollen.
2007 war Johann Wolfgang von Goethe der geistige Patron der Spielzeit. Zu den Höhepunkten zählte A disappearing number von Simon McBurney.
Die Ruhrfestspiele 2008 standen unter dem Motto Es war einmal in Amerika… Ein Traum vom Theater mit amerikanischen Dramatikern von Eugene O’Neill über Arthur Miller bis hin zu zeitgemäßen Autoren. Auf der Bühne agierten erneut hochkarätige internationale und deutschsprachige Künstler. Im Rahmen des Eröffnungsstücks Speed-the-Plow von David Mamet, einer Koproduktion mit dem Old Vic Theatre in London, traten Jeff Goldblum und Kevin Spacey in den Hauptrollen auf. Cate Blanchett war als Regisseurin mit Blackbird von David Harrower zu Gast. Insgesamt besuchten mehr als 76.000 Zuschauer die Festspiele in diesem Jahr.
Im Jahr 2009 wurden in Kooperation mit dem Old Vic Theatre zwei Produktionen unter der Regie von Sam Mendes in Deutschland uraufgeführt. Dabei handelte es sich um Der Kirschgarten von Anton Tschechow und Ein Wintermärchen von William Shakespeare, in den Hauptrollen agierten unter anderem Ethan Hawke und Rebecca Hall. Der Schwerpunkt der Ruhrfestspiele 2009 lag allerdings auf den nordischen Dramatikern, welcher durch den Programmtitel Nordlichter verdeutlicht wurde. So standen unter anderem Stücke des Norwegers Henrik Ibsen und des Schweden August Strindberg auf dem Spielplan. Mit über 80.000 Besuchern wurde 2009 ein neuer Besucherrekord aufgestellt.
Als Teil der Kulturhauptstadt 2010 beleuchteten die Ruhrfestspiele Heinrich von Kleist. Unter dem Motto Kontinent Kleist im romantischen Meer befasste sich das Festival mit den Einflüssen des 1811 durch Selbstmord verstorbenen Dramatikers auf seine Zeitgenossen und Nachfolger. Aufmerksamkeit erlangte die Inszenierung The Infernal Comedy – confessions of a serial killer, in der John Malkovich den Frauenmörder Jack Unterweger verkörperte.
Die Ruhrfestspiele standen 2012 unter dem Motto Im Osten was Neues: Von den fernen Tagen des russischen Theaters in die Zukunft und konnten rund 80.000 Besucher verzeichnen, das bis dahin drittbeste Besucherergebnis in der 66-jährigen Geschichte der Festspiele. 2013 wurden Werke der deutschsprachigen Dichter Frank Wedekind, Gerhart Hauptmann, Franz Kafka, Hans Fallada, Thomas Mann, Ödön von Horváth und Arthur Schnitzler, also früher Vertretern der Moderne in Zeiten gesellschaftlicher und politischer Umwälzungen, gespielt. Mit 318 Aufführungen gab es so viele Veranstaltungen wie nie zuvor.
Die Festspiele 2014 standen unter dem Motto „Inselreiche. Land in Sicht – Entdeckungen“ vor allem angelsächsische Autoren auf dem Programm. Im 2005 eingeführten FRinGE-Programm waren Stars des Comedy- und Kabarettwesens sowie Zirkusartisten präsent.
2015 besuchten 81.000 Besucher insgesamt 305 Aufführungen. Ein Fokus bildete das französische Theater mit klassischen Stücken von Molière, Eugène Labiche und Bearbeitungen von Texten Gustave Flauberts und Émile Zolas. Aber auch zeitgenössische Autoren wie Bernard-Marie Koltès und Yasmina Reza standen auf dem Programm. Zu sehen waren u. a. das Théâtre de la Manufacture aus Nancy und das Ensemble des Festivals von Avignon sowie Juliette Binoche, Michel Piccoli, Hervé Pierre und André Marcon.

### Entwicklung seit 2016: Aktualisierung und Politisierung
Im Jahre 2016 lautete angesichts der zahlreichen Opfer der Fluchtbewegung über das Mittelmeer das Motto der 70. Ruhrfestspiele „Mittelmeer – Mare nostrum?“; man setzte sich mit politischen und sozialen Zuständen in der Mittelmeerregion auseinander. Auf dem Programm standen Stücke, Autoren und Inszenierungen unter anderem aus Italien, Spanien, Frankreich, Griechenland, der Türkei, Zypern, Israel, Ägypten und Algerien. Mit dem Thalia Theater und dem Deutschen Schauspielhaus waren die Hamburger Theater zu Gast, die 1947 mit ihrem Besuch die Ruhrfestspiele begründeten.
2017 standen die Festspiele unter dem Motto „Kopf über – Welt unter“. Sie sollten dem „allgegenwärtigen Angstgefühl Mut, Kraft und Utopie entgegensetzen“.
Im Oktober 2017 wählte der Aufsichtsrat der Ruhrfestspiele Olaf Kröck zum neuen Intendanten, der zum 1. August 2018 Frank Hoffmann nachfolgte.

### Olaf Kröck als Intendant der Ruhrfestspiele
Olaf Kröck will die Ruhrfestspiele als einen offenen Ort der Begegnung gestalten, an dem die Besucher und Künstler aus der ganzen Welt in einen Austausch über drängende Fragen der Zukunft treten können. Während der jährlichen Festspielzeit vom 1. Mai bis Mitte Juni verwandelt sich Recklinghausen in eine internationale Kultur- und Theatermetropole. Internationales Schauspiel- und Tanztheater, Koproduktionen mit großen deutschsprachigen Bühnen, Literatur, sowie herausragende Produktionen des Neuen Zirkus und ausgesuchte Kinder- und Jugendtheaterproduktionen bilden den Kern des zeitgenössischen Programms. Multidisziplinäre Performanceproduktionen, Bildende Kunst, Konzerte sowie neue Diskursformate suchen darüber hinaus die Auseinandersetzung mit relevanten politischen Fragen der Gegenwart und Zukunft.

#### 2019
„Poesie und Politik“ – die erste Festspielsaison der Intendanz von Olaf Kröck hat zwei Begriffe miteinander verbunden, die – wie Judith Schalansky in ihrer Eröffnungsrede sagte – „viel zu lang verschiedenen Welten anzugehören schienen, obwohl sie doch einander so unendlich viel zu geben haben“. Wie wollen wir in Zukunft zusammen leben? In Deutschland, in Europa, auf der Welt? Die Spielzeit berührte in diesem Spannungsfeld eine Vielzahl von Themen wie das Zusammenleben verschiedener Kulturen, Abschottungsfantasien in Europa, romantische Sehnsüchte nach Lebendigkeit im Spätkapitalismus und Strukturen des Populismus.

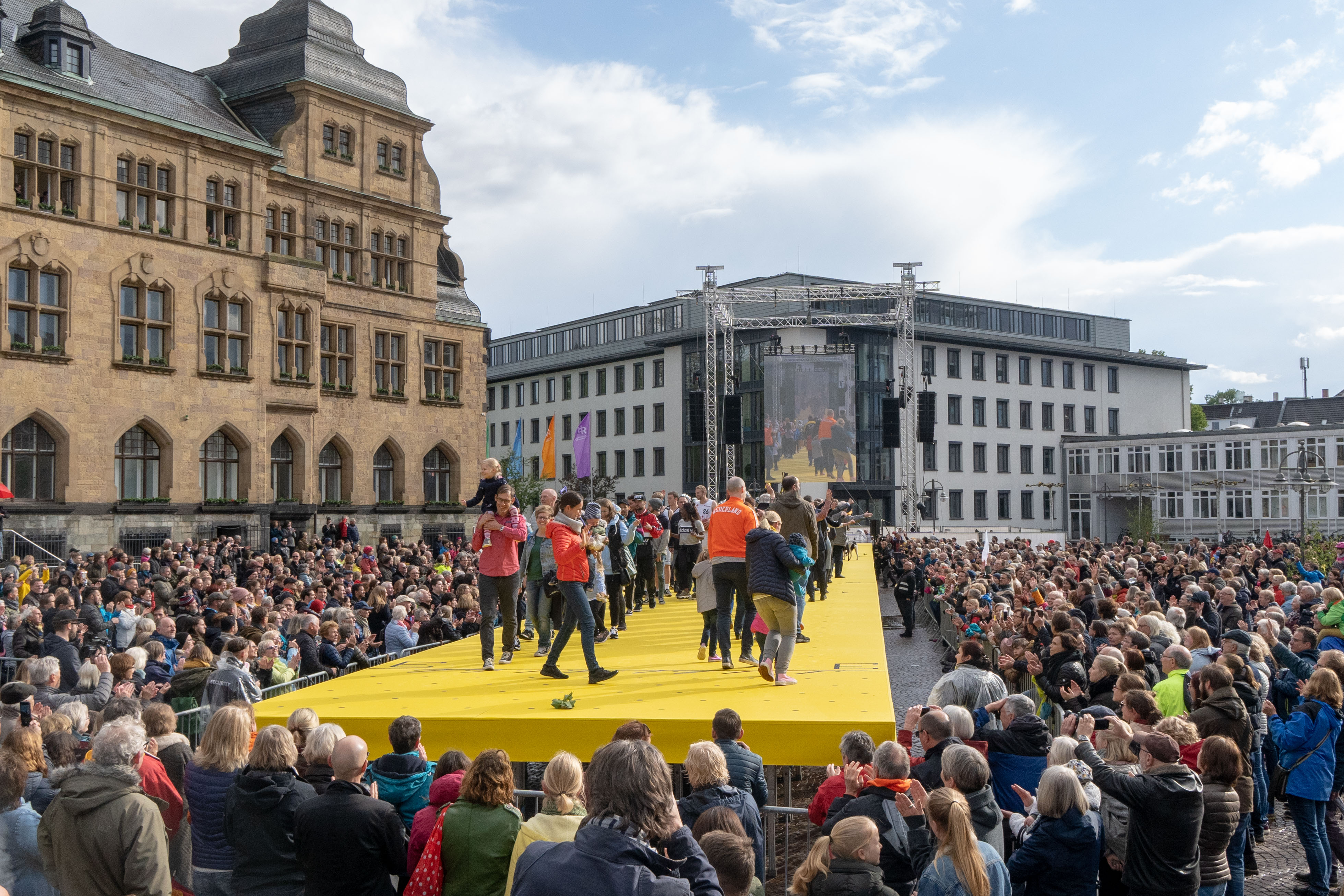
What is the City but the People – Ruhrfestspiele 2019

Zum ersten Mal in der Geschichte der Ruhrfestspiele startete das Festival mit einer Eröffnungsrede: Judith Schalansky schenkte den Festspielen ihre „Recklinghäuser Rede“. Mit der Performance „What Is the City but the People?“ nach der Idee des Turner-Preisträgers Jeremy Deller öffnete das neue Team die Ruhrfestspiele in die Stadt. Über 150 Recklinghäuser präsentierten auf einem Laufsteg vor dem Recklinghäuser Rathaus ihre Geschichten und machten die diverse Stadtgesellschaft sichtbar.

#### 2020

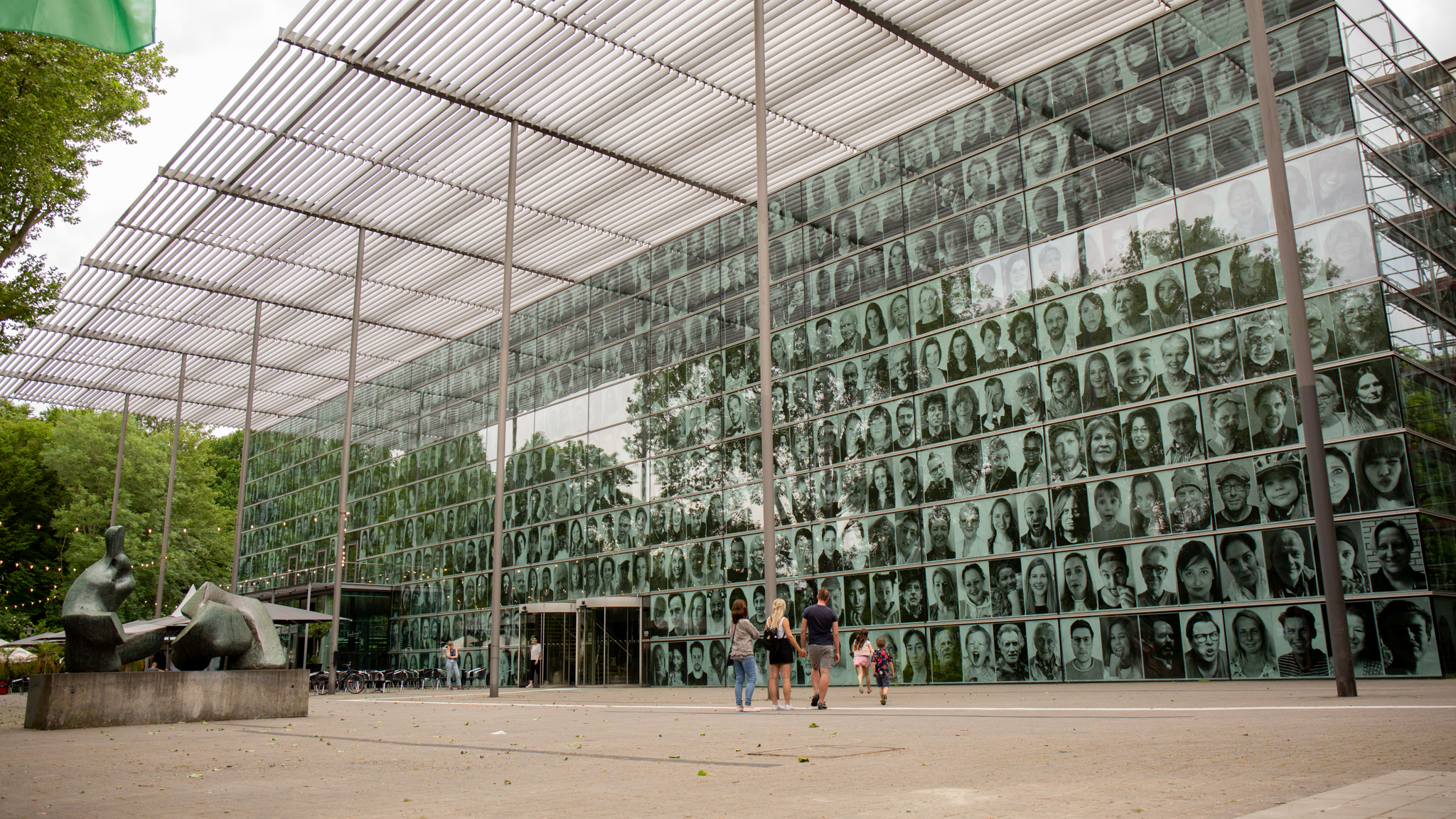
Inside Out Project 2020

Zum ersten Mal seit ihrer Gründung konnten die Ruhrfestspiele im ersten Jahr der Covid19-Pandemie nicht stattfinden. Geplant hatte das Team eine Festspielsaison unter dem Motto „Macht und Mitgefühl“. Trotz des coronabedingten Ausfalls setzten die Ruhrfestspiele 2020 ein künstlerisches Zeichen und verwirklichten einige Projekte. Im Zentrum stand das „Inside Out Project“ des französischen Fotografen JR. Großformatige schwarz-weiß Fotografien, die die Geschichten der Besucher und Künstler der Ruhrfestspiele erzählten, wurden ab Mitte Mai 2020 weithin sichtbar in den öffentlichen Raum, an die Glasfassade des Ruhrfestspielhauses geklebt. Diese Aktion veranschaulichte nicht nur das Nichtstattfinden, das Ausfallen der 2020er Ruhrfestspiele, sondern erinnerte in den Krisenzeiten des social distancing zudem an die Kraft der Kunst und die Menschen, für die diese Kunst ein wesentlicher Teil ihres Lebens ist. Der Autor Clemens Meyer, der die Eröffnungsrede für die diesjährigen Ruhrfestspiele gehalten hätte, schrieb eine Rede für die ausgefallenen Ruhrfestspiele 2020: Übers Reck – Versuche zu „Macht und Mitgefühl“.

#### 2021
Die Ruhrfestspiele feierten trotz der andauernden Covid19-Pandemie ihr 75. Jubiläum in einer Festspielsaison, die digital, hybrid und zuletzt auch live stattgefunden hat. Unter dem Motto „Utopie und Unruhe“ eröffneten die 75. Ruhrfestspiele digital mit der Deutschlandpremiere „Die Seidentrommel“ von und mit Yoshi Oida, einer Koproduktion des Festival d’Avignon und Théâtre de la Ville, Paris. Die Festrede hielt die Autorin Enis Maci. Bundespräsident Frank-Walter Steinmeier und Nordrhein-Westfalens Ministerpräsident Armin Laschet gratulierten den Ruhrfestspielen mit Grußworten zum Jubiläum.
Anlässlich des Jubiläums präsentierten die Ruhrfestspiele eine Ausstellung inkl. Begleitpublikation, die das Publikum des Festivals ins Zentrum stellte: „Sie stellen sich vor. Ansichten der Zuschauer – Kleine Hommage an das Publikum: 75 Jahre Ruhrfestspiele in Fotografien ihrer Besucher“, kuratiert von Andreas Rossmann. Zudem zeigten die Ruhrfestspiele die begehbare Videoinstallation „Ein faszinierender Plan“ von Marius Goldhorn, Enis Maci, Mazlum Nergiz, Astrid Nylander, Tanita Olbrich und Pascal Richmann, die exklusiv für die Ruhrfestspiele in Koproduktion mit den Münchner Kammerspielen entstanden ist und zu der ebenfalls eine Publikation erschienen ist.
Anfang Oktober waren die Ruhrfestspiele auf der Halde Hohewart Gastgeber eines der größten grenzüberschreitenden Kunstprojekte: „The Walk“ – initiiert von den Londoner Good Chance Productions. Dabei thematisierte eine dreieinhalb Meter große Puppe, kreiert von der renommierten Handspring Puppet Company, die Flucht von unbegleiteten Minderjährigen aus Krisengebieten nach Europa. Diese Arbeit wurde später von der New York Times zu einer der wichtigsten Theaterarbeiten des Jahres gekürt.

#### 2022
Das Theater ist zurück. Nach zwei langen Jahren eingeschränkter Möglichkeiten durch die Pandemie konnten die Ruhrfestspiele 2022 wieder uneingeschränkt live stattfinden. Das Festspielmotto lautete „Haltung und Hoffnung“. Die Eröffnungsrede hielt die Autorin und Aktivistin Sharon Dodua Otoo. Sie kuratierte zudem auf Einladung der Ruhrfestspiele ein eigenes, neues Literaturfestival: „Resonanzen – Schwarzes Literaturfestival“. Dieses fand während der Ruhrfestspiele als dreitägiges Festival statt und schuf eine Plattform für deutschsprachige Schwarze Nachwuchsautoren, die in den Folgejahren fortgeführt wurde. Im Herbst 2022 erschien begleitend im Leipziger Verlag Spector Books, herausgegeben von Sharon Dodua Otoo, Jeanette Oholi und den Ruhrfestspielen, das Buch „Resonanzen - Schwarzes Literaturfestival. Eine Dokumentation“. Zu den vielbeachteten Inszenierungen der Ruhrfestspiele 2022 gehörten u. a. die Eröffnungsinszenierung „SIBYL“ des südafrikanischen Künstlers William Kentridge, die Koproduktion „Bros“ des italienischen Regisseurs Romeo Castellucci, und „Tao of Glass“ von Philip Glass und Phelim McDermott, koproduziert mit dem Manchester International Festival. Mit dem Audiospaziergang „The People of…Recklinghausen Süd“ öffneten sich die Ruhrfestspiele ein weiteres Mal in den Stadtraum. Die Kunstausstellung der Ruhrfestspiele 2022 in Kooperation mit der Kunsthalle Recklinghausen und dessen neuem Museumsdirektor Nico Anklam präsentierte die estnische Künstlerin Flo Kasearu mit ihrer ersten großen Einzelausstellung.

#### 2023
Unter dem Motto „Rage und Respekt“ boten die Ruhrfestspiele in diesem Jahr eine Plattform für national und international drängende Themen verbunden mit auch unterhaltenden Programmpunkten und luden zu einem Theaterfestival mit Schauspiel-, Tanz- und Produktionen des Neuen Zirkus aus der ganzen Welt, Literatur und Musik, und einem genreübergreifenden Kinder- und Jugendtheater. Die Autorin und Übersetzerin Anne Weber appellierte in ihrer Eröffnungsrede an die notwendige, unabwendbare Verantwortung jedes Einzelnen angesichts der großen und vielfältigen Herausforderungen unserer Gegenwart. Stars ihres Fachs, wie Regisseur Simon McBurney, die Schauspielerinnen Kathryn Hunter und Isabella Rossellini und Musiker Volker Bertelmann alias Hauschka waren zu Gast. Viele der rund 90 Produktionen befassten sich mit dem menschlichen Miteinander und fragten danach, wie viel Rage unsere Gesellschaft verträgt und wie viel Respekt es braucht für ein gemeinschaftliches Zusammenleben.

#### 2024

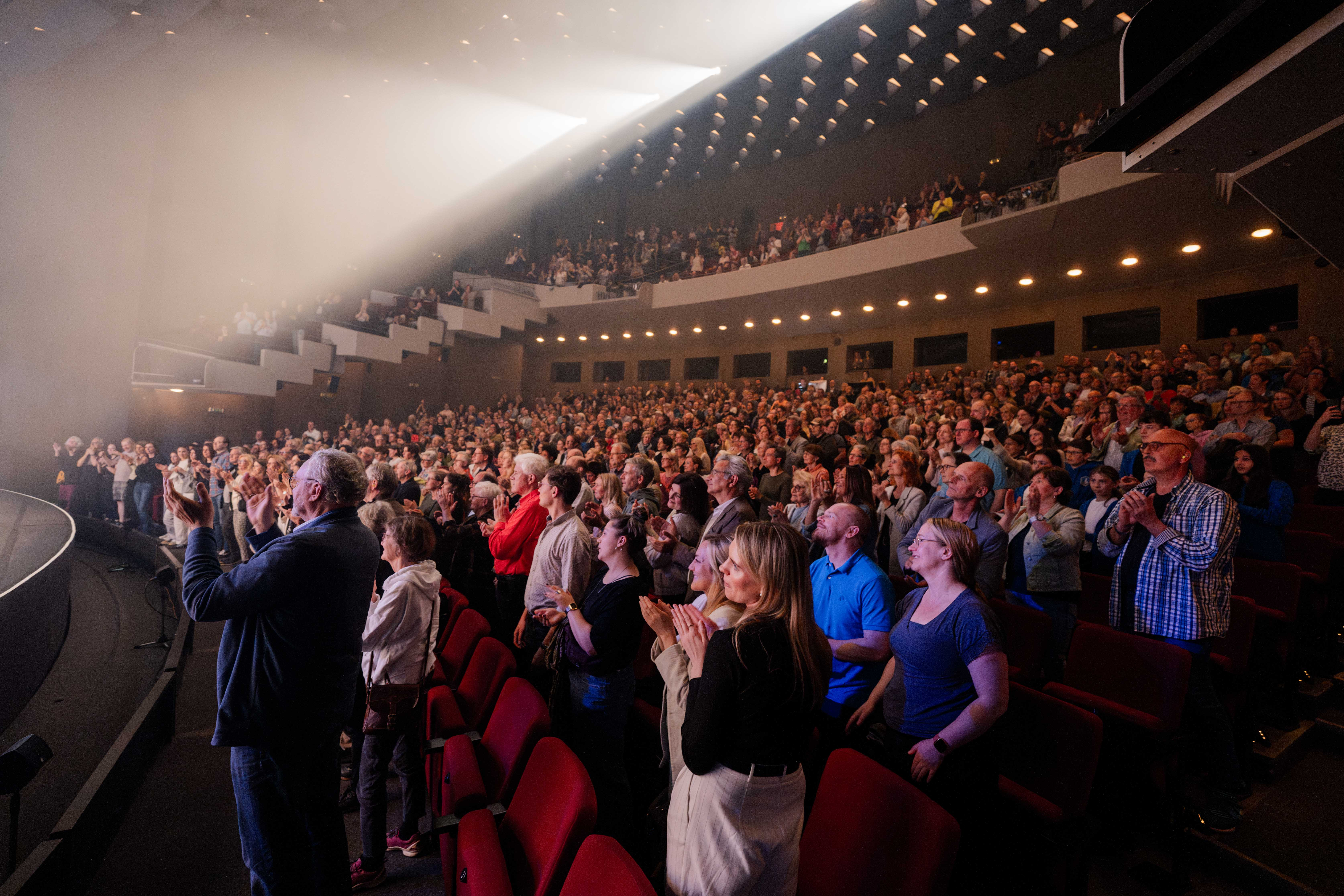
Ruhrfestspiele 2024

Die Ruhrfestspielsaison stand 2024 unter dem Motto „Vergnügen und Verlust“. In Zeiten von Krieg und Krisen ging es in diesem Jahr in besonderem Maße darum, Gemeinschaft/en zu stärken, Vergnügen zuzulassen, ohne einen möglichen Verlust aus dem Blick zu verlieren. Eröffnet wurden die Ruhrfestspiele zum ersten Mal mit einer Arbeit aus dem Neuen Zirkus: „The Pulse“ von Gravity & Other Myths in Zusammenarbeit mit dem Frauenkonzertchor der Chorakademie Dortmund begeisterte nicht nur vor Ort, sondern erreichte über ein (Live)Streaming von ARTE auf digitalem Weg ein weites Publikum über Deutschland und Europa hinaus. Die literarische Eröffnungsrede von Esther Kinsky war ein Plädoyer für Gemeinschaft, für die kollektive Erinnerung, für die Wichtigkeit gemeinsamer Erlebnisse im öffentlichen Raum als Bedingung der Möglichkeit von Gerechtigkeit und Solidarität. Der Spielplan enthielt ca. 80 Produktionen mit 180 Veranstaltungen. Zu den vielbeachteten Inszenierungen gehörten u. a. die internationale Schauspielarbeit „As Far As Impossible“ des portugiesischen Theaterregisseurs Tiago Rodrigues, die Uraufführung und Eigenproduktion der Ruhrfestspiele „Late Night Hamlet“ mit Charly Hübner sowie die Tanzarbeit „Dancing Grandmothers“ der südkoreanischen Choreografin Eun-Me Ahn. Nach Herta Müller (2019) und Olga Tokarczuk (2023) war 2024 mit Abdulrazak Gurnah zum dritten Mal ein Literaturnobelpreisträger bei den Ruhrfestspielen zu Gast. Kuratiert von Sharon Dodua Otoo und Patricia Eckermann gab es in diesem Jahr wieder eine große viertägige Ausgabe von „Resonanzen – Schwarzes Internationales Literaturfestival“.